# قسم أوجان الشرقي الريفي (مقاطعة بستان أباد)
قسم أوجان الشرقي الريفي (بالفارسية: دهستان اوجان شرقی) هي منطقة سكنية تقع في إيران في ناحية تيكمه داش. يقدر عدد سكانها بـ 8,595 نسمة .